# 河北足球倶楽部の選手一覧
河北足球倶楽部の選手一覧は、河北足球倶楽部に所属した経験のある選手の一覧。

## 過去に在籍した選手・スタッフ

### 選手

#### GK
| - 楊程 (2015 - ) |

#### DF
| - 杜威 (2015 - ) |

#### MF
| - ネナド・ミリヤシュ (2015 - ) | - ガエル・カクタ (2016 - ) |  |

#### FW
| - 汪洋 (2014 - ) | - エドゥー (2015) | - ジェルヴィーニョ (2016 - ) - エセキエル・ラベッシ (2016 - ) |